# ドメニコ・コルヴィ
ドメニコ・コルヴィ（Domenico Corvi、1721年9月16日 - 1803年7月22日）は、18世紀後半のイタリアの画家である。ローマで働き宗教画を描いた。

## 略歴
イタリア中部、現在のラツィオ州のヴィテルボで生まれた。1736年にローマに移り、画家のフランチェスコ・マンチーニ(Francesco Mancini: 1679–1758)の弟子になった。ローマで、ポンペオ・バトーニ(1708-1787)に代表される後期ロココのスタイルと、アントン・ラファエル・メングス(1721-1779)らの初期の新古典主義のスタイルが共存する時代に働き、その折衷的なスタイルとなった。
1750年代からボルゲーゼ宮殿(Palazzo Borghese)やドーリア・パンフィーリ宮殿(Palazzo Doria-Pamphili)、コンセルヴァトーリ宮殿(Palazzo dei Conservatori)などの装飾画を描き、後に枢機卿となるベルナルディーノ・アントネッリ(Bernardino Antonelli)や枢機卿のカミッロ・パオルッチ(Camillo Paolucci: 1692-1763) らから注文を受けて働いた。
ローマの芸術家のアカデミー（Accademia dell'Arcadia:1690年設立）の会員になった。
1803年にローマで没した。
弟子や影響を与えた画家にはフランチェスコ・アルベリ(Francesco Alberi: 1765–1836) やヴィエイラ・ポルトゥエンセ(1765-1805)、ヴィンチェンツォ・カムッチーニ(1771-1844)らがいる。

## 作品

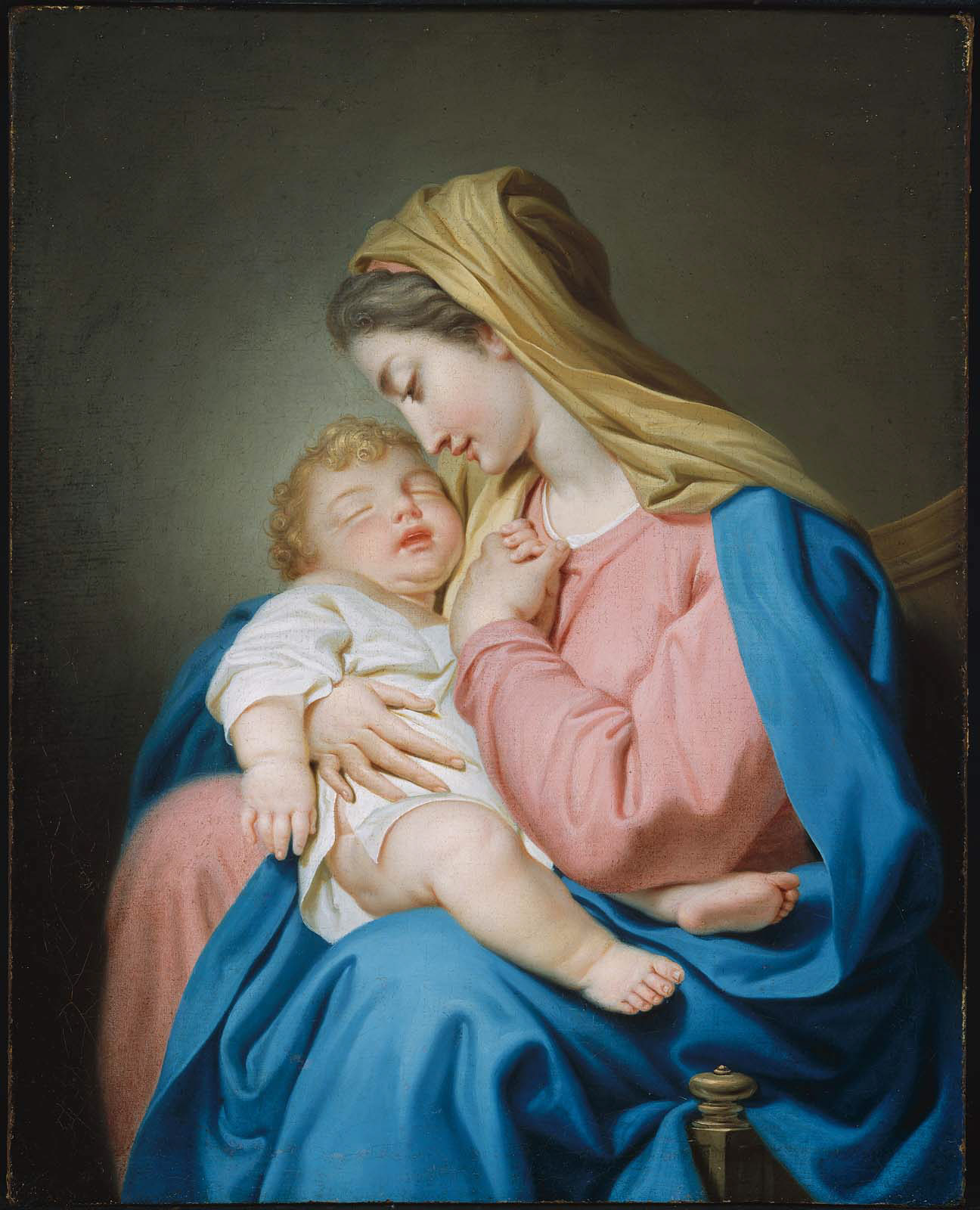
聖母子 ボストン美術館
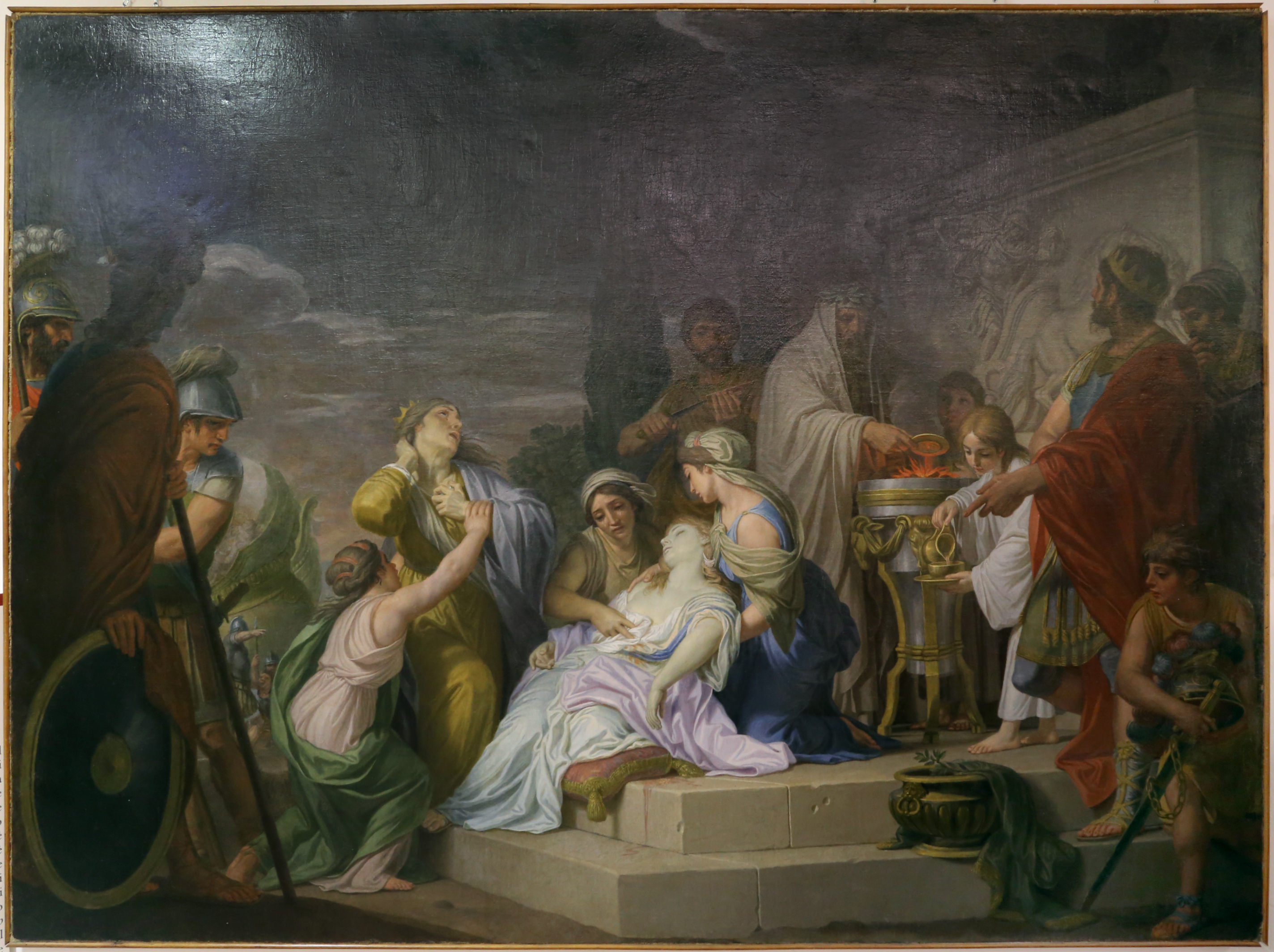
『ポリュクセネの犠牲』(1680-16909 Museo Civico (ヴィテルボ)
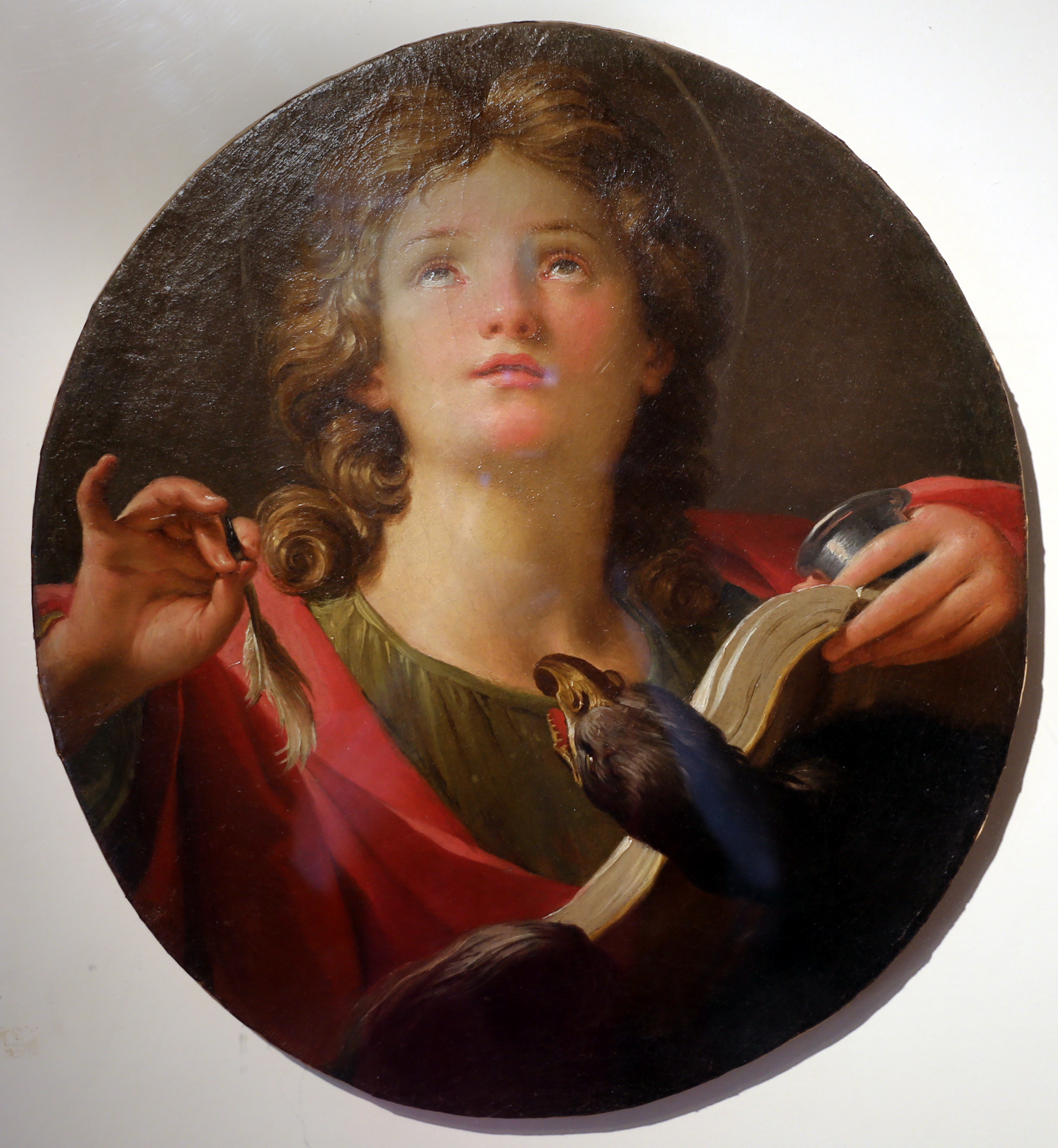
福音記者ヨハネ (1749) Museo del Colle del Duomo (Viterbo)
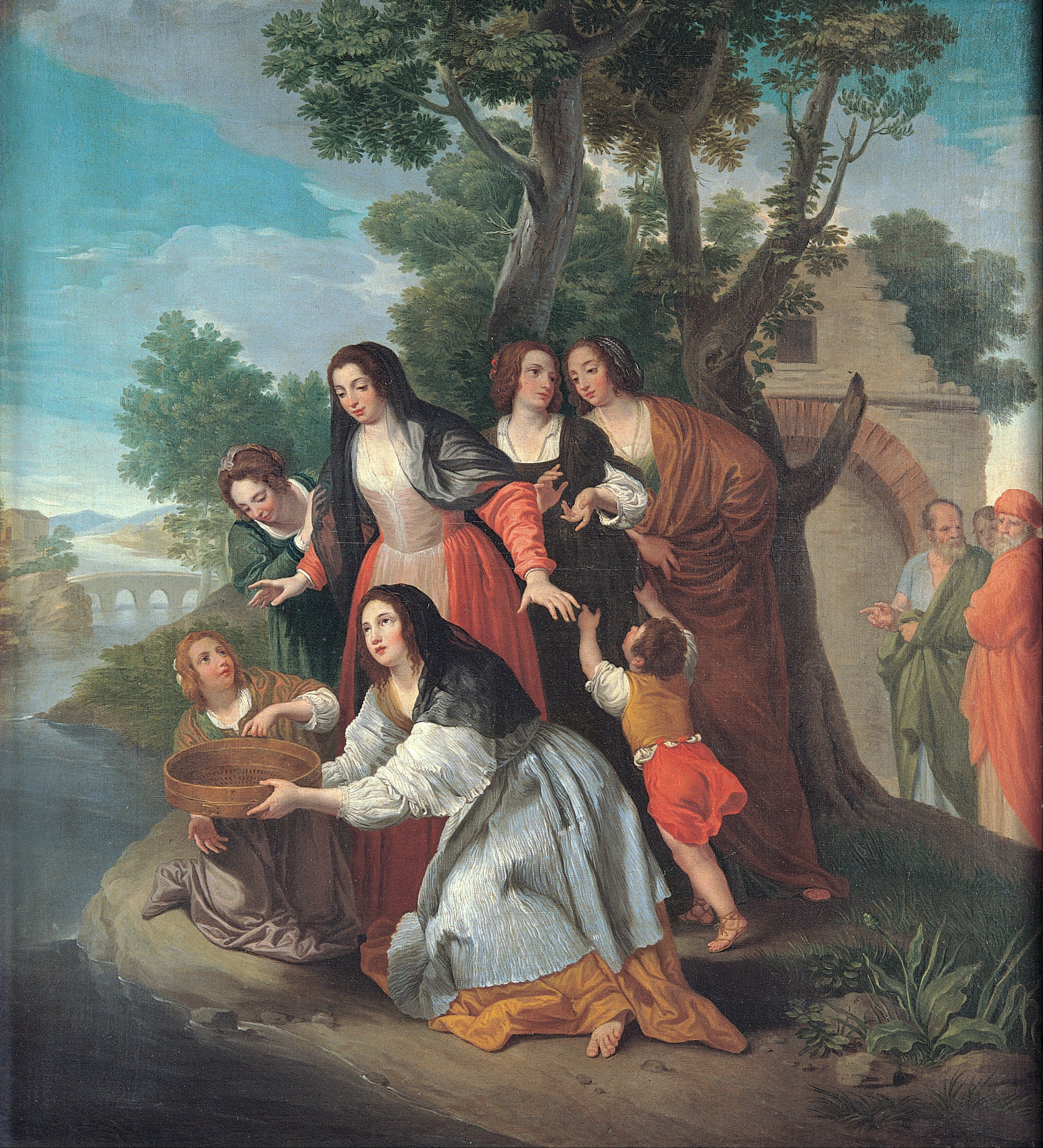
ウェスタの巫女 カピトリーノ美術館